# Neoniphon argenteus
Neoniphon argenteus är en fiskart som först beskrevs av Valenciennes, 1831.  Neoniphon argenteus ingår i släktet Neoniphon och familjen Holocentridae. Inga underarter finns listade i Catalogue of Life.